# 小関妙
小関 妙（こせき たえ、1986年5月8日 - ）は、千葉県浦安市出身のヴァイオリン奏者。ミュンヘン室内管弦楽団のヴァイオリン奏者。弦楽四重奏団のクァルテット・ヴェーネレのメンバー。同じくヴァイオリン奏者の小関郁とは双子の姉妹。

## 略歴
第54回全日本学生音楽コンクール東京大会中学の部入選。第13回日本クラシック音楽コンクール全国大会入選。第20回市川市文化会館新人演奏会オーディション最優秀賞。2009年には第2回宗次エンジェルヴァイオリンコンクール第2位 に入賞しプレッセンダを貸与される。霧島国際音楽祭等で、W・マルシュナー、ダニエル・ゲーデ、ジェラール・プーレ、エドヴァルド・ツェンコフスキー等のマスタークラスを受講。2005～2008年原村室内楽セミナーやリゾナーレ室内楽セミナーにて緑の風奨励賞やハイドン賞を受賞。2006年ウィーン国立音大主催夏期国際アカデミーにてArtis-Preisを受賞し、若い人のための「サイトウ・キネン室内楽勉強会」、プロジェクトQ第3章等に参加。
東京藝術大学音楽学部附属音楽高等学校を卒業。東京藝術大学音楽学部を同声会賞を受賞し卒業。東京藝術大学大学院音楽研究科修士課程を修了。2010年文化庁新進芸術家在外研修制度によりニュルンベルク音楽大学に留学した。

## 師事歴
ヴァイオリン
- 益田吾郎
- 吉村知子
- 松原勝也

室内楽
- 岡山潔
- 山崎伸子